# Chun Yen Chang
El Dr. Chun-Yen Chang es investigador en Educación Científica y en Ciencias de la Educación, y Chair Professor en la National Taiwan Normal University, República de China (Taiwán). En la misma universidad, es Director del Science Education Center, Profesor del Graduate Institute of Science Education y del Department of Earth Sciences.  En los últimos años, ha sido Profesor Visitante en la Taipei Medical University, en la Education University of Hong Kong y en la Université Paris 8

## Áreas de especialización
La experiencia de Chang incluye educación científica, aprendizaje digital, aprendizaje científico interdisciplinario y comunicación científica. Hay seis campos de investigación principales: modelos de instrucción y resultados de aprendizaje, habilidades de resolución de problemas y sistema de calificación automatizado, entorno de aprendizaje de ciencias, estándares del plan de estudios y el objetivo de la educación científica, mecanismo detrás del aprendizaje de las ciencias, formación del profesorado y enseñanza integrada en la tecnología.

## Actividades
Desde 1998, el Dr. Chang ha participado en más de 100 proyectos de investigación y ha sido por un largo período evaluador de proyectos en el Departamento de Cooperación Internacional y Educación Científica en el Ministerio de Ciencia y Tecnológica de Taiwán. 
Como representante del Science Education Center, de la NTNU, se unió al proyecto “European Union's Open Science Resources”, uno de los dos subproyectos para áreas no pertenecientes a la Unión Europea, y evalúa proyectos de investigación para la Science Foundation de Israel, y para la South Korea’s National Research Foundation. En el 2015 y 2016, el Dr. Chang se unió a la red Complex Systems Digital Campus (CS-DC). También participa en el Expert Panel Member of NMC Horizon Report (K-12 Edition & 2017 Horizon Project Higher Education) y como Consejero de la Foundation for Information Technology Education and Development (FIT-ED) y en el proyecto Digital Learning for Development (DL4D).
En febrero de 2013, el estudio del Dr. Chang titulado Catechol-O-methyltransferase (COMT) fue privilegiado con un informe del New York Times Sunday Magazine, así como en las noticias presentadas en el sitio web de la Association of Psychological Science. En 2019, el sistema móvil CloudClassRoom (CCR), desarrollo por él y su equipo de investigación, fue seleccionado como una iniciativa ejemplar en EDUCAUSE Horizon Report.